# Горња Бучица
Горња Бучица је насељено мјесто на подручју града Глине, Сисачко-мославачка жупанија, Република Хрватска.

## Историја
Горња Бучица се од распада Југославије до августа 1995. налазила у Републици Српској Крајини.

## Становништво
На попису становништва 2011. године, Горња Бучица је имала 128 становника.
| Националност       | 1991. |
| Хрвати             | 382   |
| Срби               | 1     |
| Југословени        |       |
| остали и непознато | 12    |
| Укупно             | 395   |

| Демографија | Демографија | Демографија |
| Година      | Становника  | Становника  |
| ----------- | ----------- | ----------- |
| 1961.       | 564         |             |
| 1971.       | 513         |             |
| 1981.       | 469         |             |
| 1991.       | 395         |             |
| 2001.       | 228         |             |
| 2011.       |             | 128         |

## Попис 1991.
На попису становништва 1991. године, насељено место Горња Бучица је имало 395 становника, следећег националног састава:
| Попис 1991.‍ | Попис 1991.‍ | Попис 1991.‍ | Попис 1991.‍ | Попис 1991.‍ |
| ----------- | ----------- | ----------- | ----------- | ----------- |
|             |             |             |             |             |
| Хрвати      | Хрвати      |             | 382         | 96,70%      |
| Срби        | Срби        |             | 1           | 0,25%       |
| непознато   | непознато   |             | 12          | 3,03%       |
| укупно: 395 |             |             |             |             |